# Richard Marks
Richard Marks (New York, 1943. november 10. – New York, 2018. december 31.) amerikai filmvágó.

## Filmjei
- A pokol katonái (Parades) (1972)
- Serpico (1973, Dede Allennel, Ronald Roose-zal és Angelo Corrao-val)
- Bang the Drum Slowly (1973, John D. Hancockkal)
- Három kemény fickó (Tough Guys) (1974)
- A Keresztapa II. (The Godfather Part II) (1974, Peter Zinnerrel és Barry Malkinnal)
- Ahogy én láttam (Lies My Father Told Me) (1975)
- Az utolsó filmcézár (The Last Tycoon) (1976)
- Kojak (1976–1977, tv-sorozat, három epizód)
- The Blue Hotel (1977, tv-film)
- Apokalipszis most (Apocalypse Now) (1979, Gerald B. Greenberggel, Walter Murch-csel és Lisa Fruchtmannal)
- A kéz (The Hand) (1981)
- Filléreső (Pennies from Heaven) (1981)
- Becéző szavak (Terms of Endearment) (1983)
- Gengszterpapa (Max Dugan Returns) (1983)
- Nyomul a nyolcadik dimenzió (The Adventures of Buckaroo Banzai Across the 8th Dimension) (1984)
- Szent Elmo tüze (St. Elmo's Fire) (1985)
- Álmodj rózsaszínt (Pretty in Pink) (1986)
- A híradó sztárjai (Broadcast News) (1987)
- Mondhatsz bármit (Say Anything...) (1989)
- Dick Tracy (1990)
- Egy jó zsaru (One Good Cop) (1991)
- Az örömapa (Father of the Bride) (1991)
- Bármit megteszek (I'll Do Anything) (1994)
- Bérgyilkosok (Assassins) (1995)
- Leszámolás Denverben (Things to Do in Denver When You're Dead) (1995)
- Időszámításom előtt ('Til There Was You) (1997, Joanna Cappuccillivel)
- Lesz ez még így se! (As Good as It Gets) (1997)
- A szerelem hálójában (You've Got Mail) (1998)
- A nőfaló ufó (What Planet Are You From?) (2000)
- Fiúk az életemből (Riding in Cars with Boys) (2001, Lawrence Jordannel)
- Idővonal (Timeline) (2003)
- Spangol – Magamat sem értem! (Spanglish) (2004)
- A boldogító talán (Made of Honor) (2008)
- Julie és Julia – Két nő, egy recept (Julie & Julia) (2009)
- Honnan tudod? (How Do You Know) (2010)